# Rhinopomyzella nigrimana
Rhinopomyzella nigrimana är en tvåvingeart som beskrevs av Willi Hennig 1969. Rhinopomyzella nigrimana ingår i släktet Rhinopomyzella och familjen Cypselosomatidae. Inga underarter finns listade i Catalogue of Life.